# Welcome to Death Row
Welcome to Death Row är en amerikansk dokumentärfilm från 2001 i regi av S. Leigh Savidge och Jeff Scheftel. Filmen hade världspremiär i USA den 25 september 2001.

## Handling
Handlar om Death Row Records.

## Medverkande (urval)
- Sean Combs
- Nate Dogg
- Snoop Dogg
- Bob Dole
- Dr. Dre
- Eazy E
- Vanilla Ice
- Joseph Lieberman
- Dan Quayle
- Tupac Shakur

## Musik i filmen
- Vesti La Giubbia, skriven av Ruggiero Leoncavallo, framförd av Gaetano Bardini och Prague National Theatre Orchestra
- 187 UM, skriven av Andre Young, Colin Wolfe och Snoop Dogg, framförd av Snoop Dogg